# Phlegra flavipes
Phlegra flavipes är en spindelart som beskrevs av Denis 1947. Phlegra flavipes ingår i släktet Phlegra och familjen hoppspindlar. Inga underarter finns listade i Catalogue of Life.